# Józefa Słupiańska
Józefa Słupiańska (ur. 12 marca 1912 w Wieluniu, zm. 21 lutego 2019 w Warszawie) – polska zakonnica rzymskokatolicka ze Zgromadzenia Sióstr Miłosierdzia św. Wincentego à Paulo, uczestniczka powstania warszawskiego.

## Życie i działalność
Ukończyła Szkołę Handlową Polskiej Macierzy Szkolnej w Wieluniu, a następnie kurs PCK oraz Kurs Obrony Przeciwgazowej. 2 listopada 1934 została przyjęta do Zgromadzenia Sióstr Miłosierdzia św. Wincentego à Paulo, a w 1936 skierowana przez Zgromadzenie do Warszawskiej Szkoły Pielęgniarstwa, którą ukończyła tuż po wybuchu II wojny światowej w dniu 2 września 1939. W czasie okupacji niemieckiej pracowała jako pielęgniarka w Szpitalu Dzieciątka Jezus przy ul. Nowogrodzkiej 59 w Warszawie, gdzie zastał ją wybuch powstania warszawskiego. Brała udział w ewakuacji pacjentów do Milanówka, po której wróciła do szpitala by zająć się pacjentami obłożnie chorymi, których nie ewakuowano w trakcie pierwszej ewakuacji i została z nimi do ewakuacji szpitala w październiku 1944.
Po wojnie do 1949 była przełożoną pielęgniarek w Domu Małego Dziecka im. Ks. Gabriela Boduena w Warszawie. W latach 1956–1960 pracowała na Oddziale Ortopedii Szpitala Dzieciątka Jezus w Warszawie. Następnie organizowała opiekę domową dla chorych na terenie Parafii św. Jakuba i pracowała w szpitalu w Wyrozębach. Później pracowała między innymi w parafii Św. Krzyża w Warszawie i uczestniczyła w opiece na chorymi z Domu w Chylicach–Anielinie.
3 czerwca 2003 została wyróżniona Medalem im. Florence Nightingale, zaś 29 lipca 2018 Prezydent RP Andrzej Duda odznaczył s. Józefę Słupiańską Krzyżem Kawalerskim Odrodzenia Polski.